# Amesha Spenta

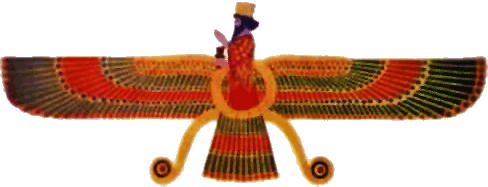
Ahoera Mazdâ als Faravahar (een soort adelaargod)

De Amesha spenta's of Anadatus (Perzisch: امشاسپندان; Avestaans: 'Welwillende onsterfelijken'; Pahlavi: Amahraspand) zijn in het zoroastrisme een groep van goddelijke wezens, namelijk personificaties van abstracte begrippen of aspecten van de oppergod Ahoera Mazdâ (Pahlavi: Ôhrmazd). Ze zijn waarschijnlijk voor het eerst beschreven door de stichter van de religie, Zarathustra (Oudgrieks: Zoroaster). Ze hebben met name een prominente rol in de Gâthâ's, het oudste deel van de Avesta. De benaming Amesha spenta's voor een specifieke groep van zeven godheden (inclusief Ahura Mazdâ zelf) komt echter enkel in andere delen van de Avesta voor. In het zoroastrisme geloofde men dat de goddelijke wereld weerspiegeld werd in de materiële, aardse wereld. Zodoende kregen de Amesha spenta's mettertijd associaties met de elementen (aarde, water, lucht, vuur), een notie die door het manichaeïsme werd overgenomen. In de 9e-eeuwse Boendahisjn, een scheppingsverhaal, worden de Amesha spenta's tevens geassocieerd met aardse zaken, zoals vee en metaal. In de Middelperzische literatuur wordt onder andere naar hen verwezen met de term yazdân.
|                  | betekenis                   | aspect  | tegenpool       |
| ---------------- | --------------------------- | ------- | --------------- |
| Vohu manah       | 'goed denken'/'goede geest' | vee     | Aka-manah       |
| Asha vahishta    | 'beste waarheid'            | vuur    | Druj vahishta   |
| Khshathra vairya | 'wenselijke macht'          | metaal  | Dusae khshathra |
| Spenta ârmaiti   | 'welwillende devotie'       | aarde   | Tararmaiti      |
| Haurvatât        | 'heelheid'/'gezondheid'     | water   | Tarsna          |
| Ameretât         | 'onsterfelijkheid'/'leven'  | planten | Sud             |

Deze begrippen komen vaak ook voor in Vedische literatuur, wat suggereert dat hun oorsprong Indo-Iraans en dus prezoroastrisch is. Vohu Manah ('goed denken') is tegelijkertijd goddelijk en menselijk. Het is namelijk dankzij 'goed denken' dat de mens in staat is om het goddelijke te herkennen, zodat hij zijn oorsprong en doel leert kennen. Asha vahishta zorgt voor orde (moreel, ritueel, kosmisch en maatschappelijk). Khshathra vairya geeft de mens door zijn band met het goddelijke kracht om tegen het duister op te komen, ten gunste van Ahora Mazdâ. Spenta ârmaiti is de devotie en volgzaamheid van de mens. Haurvatât en Ameretât vormen het eten en drinken van goden en mensen.
In de Gâthâ's is asha tevens het algemene concept 'waarheid', dat een kosmisch principe voorstelt, en waar de mens op focust middels de heilige uitspraak 'Ashem vohu'. Asha staat tegenover drug ('leugen'). In Zarathustra's leer valt dit dualisme valt samen met Spenta Mainyu ('heilige geest') en Angra Mainyu ('kwade geest'), beide voortgebracht door Ahoera Mazdâ. Na de dood van Zarathustra gingen vroege volgelingen mettertijd geloven dat de oppergod via Spenta Mainyu de zes Amesha spenta's had geschapen om de materiële schepping veilig te stellen van de duistere krachten. Men geloofde tevens dat de oppergod andere entiteiten (yazdân) had geschapen om de orde te waarborgen, zodat de prezoroastrische godheden zoals Mithra opnieuw werden geïntroduceerd. Als reactie op deze goede krachten, zou Angra Mainyu talloze slechte geesten (daêva's, 'stralenden') hebben geschapen, oorspronkelijk eveneens prezoroastrische godheden. De zeven tegenpolen van de Amesha spenta's zijn: Druj vahishta, Aka-manah, Dusae-khshathra, Tarsna (dorst), Sud (honger) en Tararmaiti.
In het moderne zoroastrisme worden, onder invloed van protestants zendingswerk in de 19e eeuw, de Amesha spenta soms beschouwd als een soort (aarts)engelen. Meer algemeen geloofde en gelooft men dat Ahoera Mazdâ en de Amesha spenta ooit zullen zegevieren op de kwade krachten van Angra Mainyu.

## Sjahnama
In de Sjahnama van de dichter Ferdowsi uit de 10e eeuw, smeekt de held Rostam de zegeningen van Hormoz (Ahura Mazda) af over koning Kay Khosrow. Hij roept op:
de engel Bahman (Vohu manah) de kroon te beschermen
de engel Ordibehesht (Urdi-bihisht, Asha vahishta) zijn persoon te beschermen
de engel Shahrivar (Khshathra vairya) hem overwinning te schenken
de engel Sepandarmez (Isfand-armud, Spenta ârmaiti) over hem te waken
de engel Khordad (Khurdad, Haurvatât) welvaart in zijn landen te brengen
de engel Mordad (A-murdad, Ameretât) over zijn kudden te waken.